# Заимкинский сельсовет
Заимкинский сельсовет — административно-территориальная единица и муниципальное образование в Дуванском районе Республики Башкортостан Российской Федерации.
Законом «О границах, статусе и административных центрах муниципальных образований в Республике Башкортостан» муниципальное образование наделено статусом сельского поселения.
Административный центр — село Заимка. Адрес администрации: 452546, Республика Башкортостан, Дуванский район, с. Заимка,  Советская ул., д. 3

## Население
| 2002 | 2010 | 2012 | 2013 | 2014 | 2015 | 2016 |
| ---- | ---- | ---- | ---- | ---- | ---- | ---- |
| 1319 | ↘634 | ↘615 | ↘589 | ↘556 | ↘524 | ↗527 |
| 2017 |      |      |      |      |      |      |
| ↘519 |      |      |      |      |      |      |

## Населённые пункты
- с. Заимка,
- д. Матавла,
- д. Усть-Югуз.

До 2005 года в состав сельсовета входила деревня Усть-Табаска.